# Фланаген (Іллінойс)
Фланаген (англ. Flanagan) — селище (англ. village) в США, в окрузі Лівінґстон штату Іллінойс. Населення — 1010 осіб (2020).

## Географія
Фланаген розташований за координатами 40°52′38″ пн. ш. 88°51′36″ зх. д. / 40.87722° пн. ш. 88.86000° зх. д. (40.877206, -88.859961).  За даними Бюро перепису населення США в 2010 році селище мало площу 1,38 км², уся площа — суходіл. В 2017 році площа становила 1,49 км², уся площа — суходіл.

## Демографія
Згідно з переписом 2010 року, у селищі мешкало 1110 осіб у 446 домогосподарствах у складі 278 родин. Густота населення становила 802 особи/км².  Було 497 помешкань (359/км²).
Расовий склад населення:
| - 97,7 % — білих - 0,8 % — чорних або афроамериканців - 0,7 % — азіатів |

До двох чи більше рас належало 0,5 %. Частка іспаномовних становила 1,8 % від усіх жителів.
За віковим діапазоном населення розподілялося таким чином: 22,2 % — особи молодші 18 років, 51,8 % — особи у віці 18—64 років, 26,0 % — особи у віці 65 років та старші. Медіана віку мешканця становила 45,3 року. На 100 осіб жіночої статі у селищі припадало 81,4 чоловіків;  на 100 жінок у віці від 18 років та старших — 79,3 чоловіків також старших 18 років.
Середній дохід на одне домашнє господарство  становив 60 747 доларів США (медіана — 49 297), а середній дохід на одну сім'ю — 72 251 долар (медіана — 61 518). За межею бідності перебувало 16,2 % осіб, у тому числі 28,9 % дітей у віці до 18 років та 3,0 % осіб у віці 65 років та старших.
Цивільне працевлаштоване населення становило 469 осіб. Основні галузі зайнятості: освіта, охорона здоров'я та соціальна допомога — 33,0 %, виробництво — 13,9 %, роздрібна торгівля — 8,3 %, сільське господарство, лісництво, риболовля — 6,4 %.